# Sanhua
Sanhua Holding Group Co., Ltd. (三花控股集团有限公司) è un'azienda multinazionale operante nella produzione di componenti di controllo per il settore del riscaldamento, dell'aria condizionata e della refrigerazione (HVAC).

## Breve introduzione
Sanhua Holding Group Co., Ltd. opera in Cina nell'esportazione e nella produzione di controlli elettronici e componenti per impianti di aria condizionata. Uno dei maggiori produttori mondiali di valvole di ritegno,
conta tra i suoi clienti Haier e altri produttori.

## Storia dell'azienda
- Sanhua nasce nel 1984, a Zhejiang, come azienda produttrice di componenti di refrigerazione. Nel corso dei 10 anni successivi amplia il proprio catalogo con un assortimento di valvole per l'aria condizionata quali valvole a solenoide.
- Nel 2004 crea un'area di ricerca e sviluppo attiva presso l'Università di Zhejiang.
- Dopo il 2009 Sanhua acquisisce Ranco Valve Division (Invensys), Aweco (elettrodomestici) e R- Squared Puckett Inc., specializzata nel settore degli scambiatori di calore a microcanali (MCHE).
- Nel 2007 l'azienda viene quotata allo Shenzhen Stock Exchange (codice 002050: Shenzhen).